# Хосаына
Хосаына (амх. ሆሣዕና) — город на юге Эфиопии, в регионе Центральной Эфиопии, и является её столицей. Входит в состав зоны Хадия.

## Географическое положение
Город находится в восточной части региона, на территории Эфиопского нагорья, на высоте 2276 метров над уровнем моря.
Хосаына расположена на расстоянии приблизительно 85 километров к северо-западу от Ауасы, и на расстоянии приблизительно 180 километров к юго-западу от Аддис-Абебы, столицы страны.

## Население
По данным Центрального статистического агентства Эфиопии на 2007 год численность населения города составляла 69 995 человек, из которых мужчины составляли 50,75 %, женщины — соответственно 49,25 %. В конфессиональном составе населения 65,74 % составляют протестанты; 24,6 % — последователи эфиопской православной церкви; 6,57 % — мусульмане; 1,99 % — католики.

## Транспорт
Ближайший аэропорт расположен в городе Соддо. Город связан с другими городами страны благодаря автобусному сообщению.